# IC 4343
IC 4343 ist eine linsenförmige Galaxie mit aktivem Galaxienkern vom Hubble-Typ E-S0 im Sternbild Bärenhüter am Nordsternhimmel. Sie ist schätzungsweise 392 Millionen Lichtjahre von der Milchstraße entfernt.
Das Objekt wurde am 15. Juni 1895 von Stéphane Javelle entdeckt.